# ورزشگاه بین‌المللی جابر الاحمد
ورزشگاه بین‌المللی جابرالاحمد یک ورزگاه چندمنظوره در منطقه ارضیه در شهر کویت، کشور کویت است.  ورزشگاه برای مسابقات فوتبال و دو و میدانی استفاده می‌شود. ورزشگاه گنجایش ۶۰٬۰۰۰ هزار نفر دارا است. ورزشگاه در ۴ سطح ساخته شده، با ۶۰۰۰ پارکینگ برای خودرو. ورزشگاه بین‌المللی جابر الاحمد خانه جدید تیم ملی فوتبال کویت است. این ورزشگاه از بزرگ‌ترین ورزشگاه‌های کشور کویت است.